# Membibre de la Hoz
Membibre de la Hoz település Spanyolországban, Segovia tartományban. Membibre de la Hoz Canalejas de Peñafiel, Aldeasoña, Fuentesaúco de Fuentidueña és Olombrada községekkel határos. Lakosainak száma 43 fő (2024).

## Népesség
A település népessége az elmúlt években az alábbi módon változott:
| Lakosok száma | 74   | 60   | 51   | 48   | 43   | 34   | 31   | 36   | 39   | 43   |
|               | 2001 | 2004 | 2007 | 2009 | 2012 | 2014 | 2017 | 2019 | 2022 | 2024 |